# イギリス・エジプト同盟条約
イギリス・エジプト同盟条約（英語: Anglo-Egyptian treaty of 1936, 正式名称は、イギリス国王陛下とエジプト国王陛下の間の同盟条約、英語: The Treaty of Alliance Between His Majesty, in Respect of the United Kingdom, and His Majesty, the King of Egypt　アラビア語: المعاهدة البريطانية المصرية لعام 1936）は、1936年にイギリスとエジプト王国の間で締結された条約。
この条約により、イギリスはスエズ運河とその周辺の防衛に必要な1万人の軍隊と補助要員を除き、エジプトからすべての軍隊を撤退させる事になった。また、イギリスはエジプトの軍隊の補給や訓練にあたり、戦時の際にはその防衛を支援する事になっていた。20年間の期限とされたこの条約の交渉はザファラーナ宮殿で行われ、1936年8月26日にロンドンで調印、12月22日に批准され、1937年1月6日、国際連盟に国際条約として登録された。

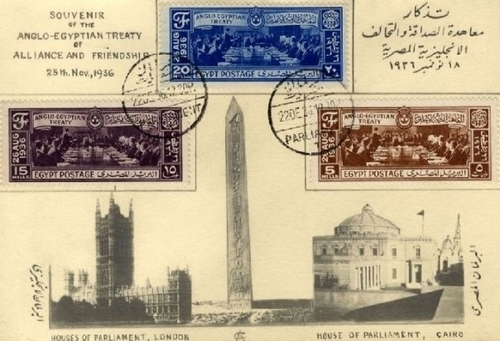
イギリス・エジプト同盟条約

## 背景
1918年11月、サアド・ザグルールをはじめとする、貴族や法曹界の著名な7人のエジプト人が、エジプトのイギリス支配からの完全な独立を最大の目標とする代表団（ワフド）を結成した。しかし、1919年のパリ講和会議へのエジプト代表としての参加をエジプト駐在のイギリス高等弁務官に打診したところ、断られた。その結果、代表団の主催者たちは独立の意思をエジプトの人々に伝えた事が、エジプト現代史上、最も人気のある政党のひとつになるきっかけとなった。
ワフディストの指導者たちは、独立と立憲政治は密接に関係しており、自分たちのモデルにイギリスを仰ごうと考えていた。 1923年には憲法が公布され、1924年1月には新議会の議員を決めるため初の選挙が行われた。ヨーロッパで教育を受けたエジプト人の多くは、憲法と議会が存在するのみで、エジプトの完全な独立の主張が正当化されると考えていた。
しかし、エジプトにおける民主主義の成立には多くの障害があった。憲法で、国王に議会の解散権を含む強大な権限が与えられていたのである。国王はこの憲法上の権限を行使して、自らの意思に沿わない議会を排除し、王室支配の時代が続く事になった。また、イギリスはエジプトの政治に干渉し続け、完全に独立した政治機構の発展を容認しなかった。また、ワフド党をはじめとする政党は、イギリスに対抗するために団結する事なく、対立を続けていた。その結果、イギリスの支援を受けたファード王と、イギリスからの完全な独立を目指すワフド党との間で、常に権力争いが繰り広げられたのである。
真の独立を求める強烈な欲求は、1935年のイタリアのエチオピア侵攻を受けて、イギリスが1922年の独立の再交渉に応じる事によって一部が実現した。
この条約が締結されるきっかけとなったのは、1935年に始まったイタリアのエチオピア侵攻である。ファルーク国王は、イタリアがエジプトに侵攻してくる事で、エジプトを戦争に巻き込むのではないかと恐れた。1936年の条約では、スーダン問題は解決されなかった。1899年に締結されたイギリス・エジプト間の共同主権協定により、スーダンはエジプトとイギリスが共同で統治する事になっていたが、実権はイギリスが握っていた。ヨーロッパの緊張が高まる中、この条約は現状維持を意味していた。しかし、この条約は、完全独立を望むアラブ社会党のようなエジプトの民族主義者には歓迎されず、イギリスや条約を支持したワフド党に対する激しいデモを引き起こした。

## 条約調印
1936年8月27日、この条約の調印は、ロンドンの外務省庁舎にあるロカルノ・ルームで行われた。両国の筆頭署名者は、エジプトのナファス・パシャ首相とイギリスのアンソニー・イーデン外相である。その他の署名者には、ラムゼイ・マクドナルド、マフムード・パシャ、ハリファックス卿、ジョン・サイモン卿、イスマイル・シドキー、マクラム・エベード、マイルズ・ランプソンなどがいた。

## 条約の規定
- エジプトの都市部からスエズ運河周辺までの駐留イギリス軍は撤退するが、スーダンのイギリス軍は引き続き無条件で残留する。
- エジプトに駐留するイギリス軍の人数は、平常時は、行政・技術業務に必要な人員を含めた兵士1万人、飛行士400人とするが、戦時下にはイギリスは人員を増やす権利を有する。
- 新しい兵舎が完成するまで、イギリス軍は新たな地域に移さない。
- 条約締結から8年間、イギリス軍はアレクサンドリアに駐留する。
- イギリス空軍は運河地帯の基地に残留し、エジプトの空域を使用する権利を留保し、エジプトの航空機にも同様の権利が与えられる。
- 戦時下のエジプト政府は、エジプトの港湾や空港、道路を使用する権利を含め、イギリス軍にあらゆる施設や支援を提供する事を補助する。
- 条約が発効してから20年後、エジプト軍がスエズ運河の安全な海運を保障できるか、イギリス軍の駐留が必要か否かを判断しなければならない。見解の相違については国際連盟の判断を仰ぐ事ができる。
- エジプトは外国人特権の廃止を要求する権利がある。
- 2月28日の声明を含む、この条約の規定に反するすべての協定および文書を取り消す。
- エジプト軍のスーダンへの帰還とイギリスとの共同管理を承認する。
- エジプトは、この条約の規定と矛盾しない事を条件に、外国と条約を結ぶ自由を有する。
- イギリスと大使を交換する。

## その後
第二次世界大戦の終結後の1945年9月23日、エジプト政府は、イギリス軍の駐留を終了し、英埃領スーダンの併合を認めるよう、条約の改正を求めた。1950年エジプト総選挙でワフド党が勝利した後、1951年10月にワフド党の新政権が条約を一方的に破棄した。その3年後、ガマール・アブドゥル＝ナーセル大佐率いる新政府のもと、イギリスは1954年の英埃協定で軍の撤退に合意し、1956年6月にイギリス軍の撤退が完了した。 この日、エジプトは完全独立を果たしたと考えられているが、ナーセルはすでに独自の外交政策を確立しており、西側諸国との緊張関係を引き起こしていた。
イギリスとアメリカが、突然アスワン・ハイ・ダム建設の資金援助を突然撤回したことを受けて、エジプトは1956年7月26日にスエズ運河を国有化した。表向きはダム建設の費用にあてるためという理由だったが、実際には代わりにソビエトが資金の大半を援助した。その数ヶ月後、フランス、イスラエル、イギリスが共謀してナーセルの打倒をめざし、スエズ危機が勃発した。